# Пол Бойєр
Пол Делос Бойєр (англ. Paul Delos Boyer; 31 липня 1918, Прово, штат Юта, США — 2 червня 2018) — американський хімік, лауреат Нобелівської премії з хімії 1997 року за відкриття ферментативного характеру синтезу АТФ. Він розділив її з англійським хіміком Джоном Вокером.

## Біографія і наукова робота
Пол Делос Бойєр народився в 1918 році в Прово, штат Юта. У 1939 році отримав ступінь бакалавра з хімії в Університеті Бригама Янга, а 1943 року захистив дисертацію з біохімії в Університеті Вісконсин-Медісон. Після цього він почав незалежну наукову кар'єру в університеті Міннесоти, де ввів кінетичні, ізотопні та хімічні методи дослідження до вивчення механізму дії ферментів. У 1963 році став професором хімії і біохімії Каліфорнійського університету в Лос-Анджелесі. Тут Бойєр досліджував механізм синтезу АТФ, за що у 1997 році отримав Нобелівську премію з хімії разом з Джоном Вокером.

## Обмінно-зв'язуючий механізм
Обмінно-зв'язуючий механізм Бойера включає три принципових елементи.
1. Основним етапом, що потребує енергії є не синтез АТФ з АДФ і Фн, а процес вивільнення АТФ.
2. В АТФ-синтазному комплексі зв'язування субстратів і вивільнення продуктів реакції відбувається в трьох окремих, але взаємодіючих між собою ділянках ферменту. При цьому кожна каталітична ділянка може існувати тільки в одному із трьох конформаційних станів.
3. Потік іонів Н+ через протонний канал F0 за градієнтом електрохімічного потенціалу викликає обертання γ-субодиниці АТФ-синтазного комплексу. Це обертання викликає конформаційні зміни в каталітичних ділянках, що дозволяють АТФ вивільнятися з ферменту та процесу йти далі.

Два перших постулати Бойера отримали багато підтверджень, на основі головним чином на аналізі кінетики процесу, і є загальноприйнятими. Підтвердження про обертальний механізм процесу спряження між потоком Н+ і синтезом АТФ доказати було важче. Це вдалось зробити групі англійських дослідників в лабораторії Джона Уокера в Кембриджі. Вони провели кристалографічний аналіз структури F1-комплекса АТФази мітохондрій бика. Було показано, що в каталітичний комплекс входять три β- три α-субодиниці, котрі розташовані, чергуючись подібно часточкам апельсину. Три β-субодиниці відрізняються одна від одної і конформаційно і по зв'язаних з ними нуклеотидах, що підтверджує механізм синтезу АТФ по принципу зв'язування — обмін . При цьому γ-субодиниця, як стержень вставлена в середину каталітичного комплексу. Між α- і β-субодиницями виявленні високогідрофобні взаємодії, що створюють можливість обертання γ-субодиниці всередині порожнини, утвореної каталітичним центром ферменту. Іншими словами γ-субодиниця виглядає як молекулярний підшипник, який «змащується» (при обертанні) за рахунок гідрофобних взаємодій, існуючих в каталітичному центрі ферменту.
Після аналізу кристалічної структури F1-комплекса АТФази були зняті всі питання, що стосувалися механізму синтезу АТФ. Однак остаточний доказ обертання γ-субодиниці в каталітичному центрі ферменту можна було би отримати, якщо б вдалось зареєструвати його візуально. Такий експеримент вдалось провести Масасуке Йошида з колегами в Токійському технологічному інституті Японії. Вони помітили флуоресцентним зондом актиновий філамент і «пришили» його до γ-субодиниці АТФ-синтазного комплексу. Далі комплекс F1 був прикріплений до спеціально обробленої скляної поверхні, по якій можливе ковзання. Дослідники допустили, що γ-субодиниця справді здатна обертатися під впливом АТФ, то буде обертатися і прикріплений до неї філамент. Оскільки розміри філамента складали близько 1 мкм, його обертання мало бути видно в флуоресцентний мікроскоп.
Результати експерименту виявилися приголомшливими. Як тільки до модифікованого комплексу F1 було добавлено АТФ, актинові філаменти почали обертатися по колу із середньою швидкістю 4 оберта за секунду. Оскільки розміри актинового філаменту значно перевищували розміри ферментативного комплексу, реальна швидкість обертання γ-субодиниці має бути значно більшою.
Демонстрація обертального руху γ-субодиниці дозволила остаточно вирішити питання про механізм синтезу АТФ в АТФ-синтазному комплексі.
За свій вклад в встановлення механізму синтезу АТФ Поль Бойер разом з Джоном Уокером 1997 р. отримали Нобелівську премію.